# Литовченко, Мария Тимофеевна (художница)
Мари́я Тимофе́евна Лито́вченко (1927—2014) — украинская художница декоративного и монументального искусства. Заслуженный художник Украины (1996), лауреат Государственной премии Украины имени Тараса Шевченко (1998).

## Биография
Родилась 22 июня 1927 года в селе Гупаловка (ныне Магдалиновский район, Днепропетровская область, Украина). Окончила в 1961 году Львовский институт прикладного и декоративного искусства, преподаватели по специальности — М. Бавструк, А. Бельчукова. Работает в жанре художественного ткачества и монументального искусства. С 1960 года принимает участие в выставках. Член Национального союза художников Украины (с 1965 года).

## Творчество

### В соавторстве с Иваном Литовченко
- Оформление станции метро «Завод Большевик», ныне «Шулявская» (1963, Киев).
- Гобелены «Шевченко и Украина» (1960; Музей прикладного и декоративного искусства, Киев), «Гуцульщина» (1961), «Верховина, свет, ты наш» (1965), «Пробуждение» (1968), «Колиивщина» (1968, музей, Запорожье), «Свадьба» (1969, музей прикладного и декоративного искусства, Киев), «Песня о казаке Усы» (1970, Дворец торжественных событий, Александрия), «Музами вдохновленная» (1972, Дворец культуры, Припять), «Иван-Побиван» (1976, детская библиотека, Хмельницкий), «Народные мстители» (1975), «Земля цветет» (1978), «Творчество» (1982, кинолекционный зал, Чернобыльская АЭС, Припять), «Дружба» (1982, кинолекционный зал в Комитете полиграфии и книжной торговли при СМ СССР, Москва), «На земле черкасской» (1984, Черкассы, краеведческий музей), «Голубая Волынь» (1987, Дворец торжественных событий, Луцк), «Прометей» (1989, Министерство культуры Украины), «Источники славянской письменности» (1989—1990, Киев, Национальная библиотека Украины имени В. И. Вернадского), «Трио музыкантов» (1990, Министерство Украины), «Птица феникс» (1990), «Влюблённые» (1990), «Музыка» (1991), песня (1991), «Тревога» (1991), «Борьба» (1992), «Молитва» (1991), «Поэт» (1992), «Водоворот» (1993), «Двое» (1993), «Дума об Украине» (1995), «Реквием» (1996).
- Мозаичные панно на жилых домах на проспекте Победы в Киеве (1960—70-е, в соавторстве с И. С. Литовченко и В. М. Прядкой)

## Награды и премии
- Заслуженный художник Украины (1996)[1]
- Государственная премия Украины имени Тараса Шевченко (1998) — за гобелен-триптих «Истоки славянской письменности»[2]

## Семья
- Отец — Тимофей Арсентьевич (1896—1943) — крестьянин, рабочий; мать — Марфа Антоновна (1899—1975) — работница.
- Муж — Литовченко, Иван Семёнович (1921—1996) — художник-монументалист; заслуженный деятель искусств Украины, академик Академии архитектуры Украины.
- Дочь — Литовченко, Наталья Ивановна (р. 1956) — художник-монументалист, заслуженный художник Украины (1996)[1].
- Сын — Павел Иванович (род. 1963) — художник.

## Изображения

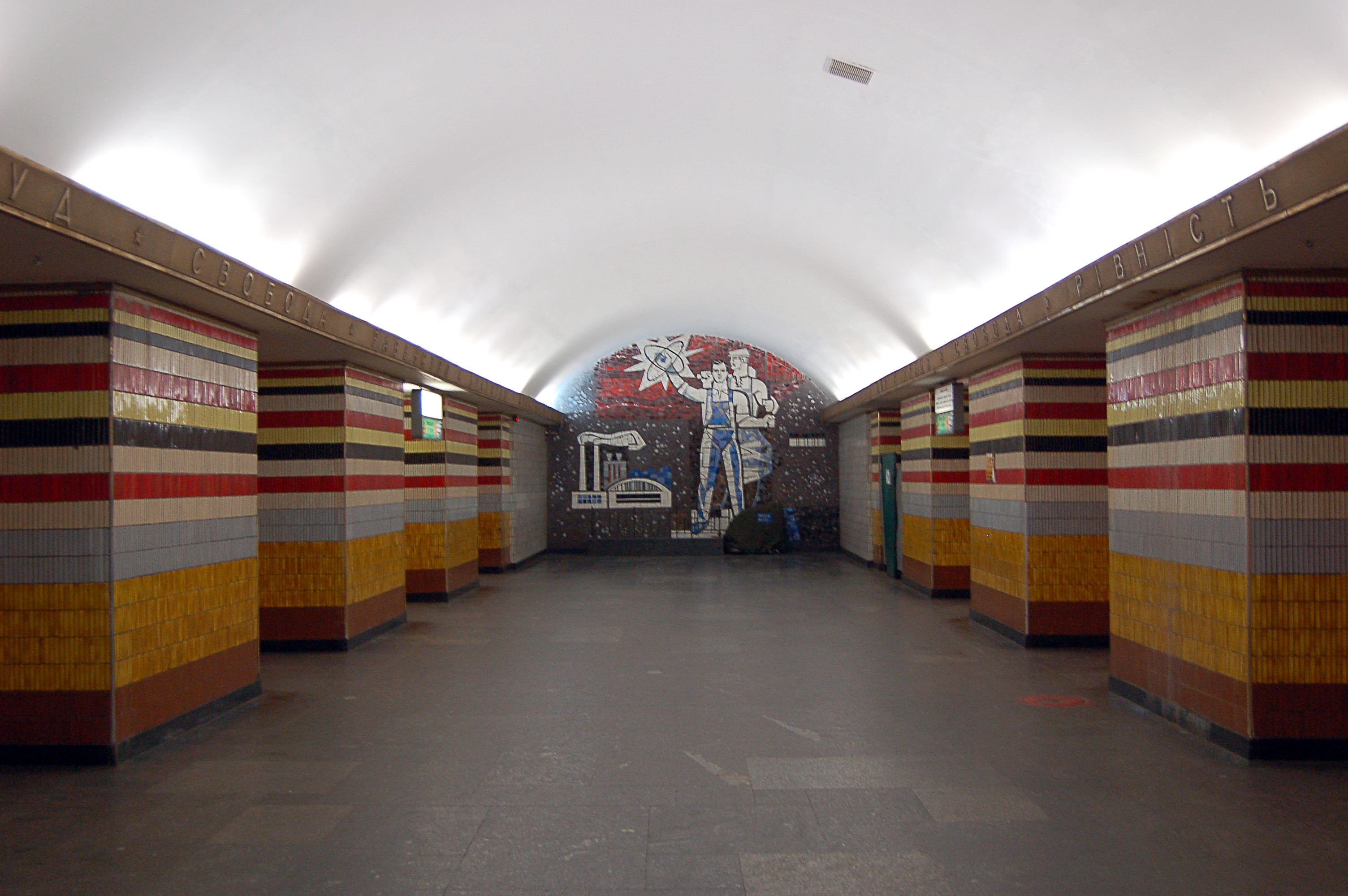
Станция метро «Шулявская» (1963)